# 봉미소
봉미소는 짱구는 못말려에 나오는 가공의 인물로, 봉미선의 여동생이며 신짱구 남매와는 작은 이모와 조카 사이이다. 특기는 메모하기와 사진촬영이다. 성우는 일본어 원어판 성우는 네야 미치코, 한국어 더빙판 성우는 김영은이다. 일본명은 고야마 무사에이다
처음에는 조카인 짱구를 보고 사진작가라는 것을 모르기 때문에 신분을 여경이라고 속이면서 만났는데 이 때까지는 짱구가 제 조카라는 것을 몰랐다가 나중에 철수가 짱구를 부르자 그제서야 제 조카라는 것을 알게된다. 그 이유는 짱구가 갓난아기였을 때 한 번 본 이후로 만난 적이 없었기 때문.
막내답게 성격이 활기차고 개성적인 편이나 작은언니인 미선과는 달리 결혼을 했거나 아이를 키운 경험이 없지만 조카들과 다정하게 놀아주는 편이다. 그러나 살림면에서는 부지런한 작은 언니와는 다르게 게으름이 짙은 편. 때로는 촐랑대기도 한다.
작은 언니 집에 놀러왔다가 몇 년간 눌러살았다. 짱구가 다니는 유치원에서 어린이들의 사진을 보고, 자신이 좋아하는 일이 무엇인지 깨달은 날부터 사진작가인 렌즈와 같이 사진작가로 일하고 있다. 작은 언니가 살았던 와르르맨션에서 독거하는 중.

## 성격
막내라는 점 때문에 국어교사로 활동하는 큰 언니나 주부로 있는 작은 언니와는 다르게 나이도 젊은 편이라 조금 철부지적인 면도 있어보이며 그렇기 때문에 신짱 남매와 죽이 맞는 때가 있다.
살림에 대해서는 소홀함이 많아서 짱구와 더불어 짱구 엄마의 속을 썩히는 원인이기도 하다.
큰언니와 함께 봉씨 세자매 중에서는 유일하게 결혼을 하지 않았다. 이미 영식과 연애경험이라도 있는 작은 언니와는 달리 연애경험도 전무하다.
사진촬영이 취미이자 특기라 사진관에서 한때 짱구 네 가족의 사진을 촬영해준 적이 있다.

## 가족 관계
- 형부 : 신영식
- 언니 : 봉미자, 봉미선
- 조카아들 : 신짱구
- 조카딸 : 신짱아

## 기타
투니버스에서 봉미소 성우 역할을 하였던 성우 김영은은 이전에 한유리의 토끼 인형인 샌드백 토끼 성우를 맡았다. 또한 큰언니 봉미자 성우인 성우 김새해와는 투니버스 공채 7기로 동기 출신이다.